# Franziskuskirche (Valletta)

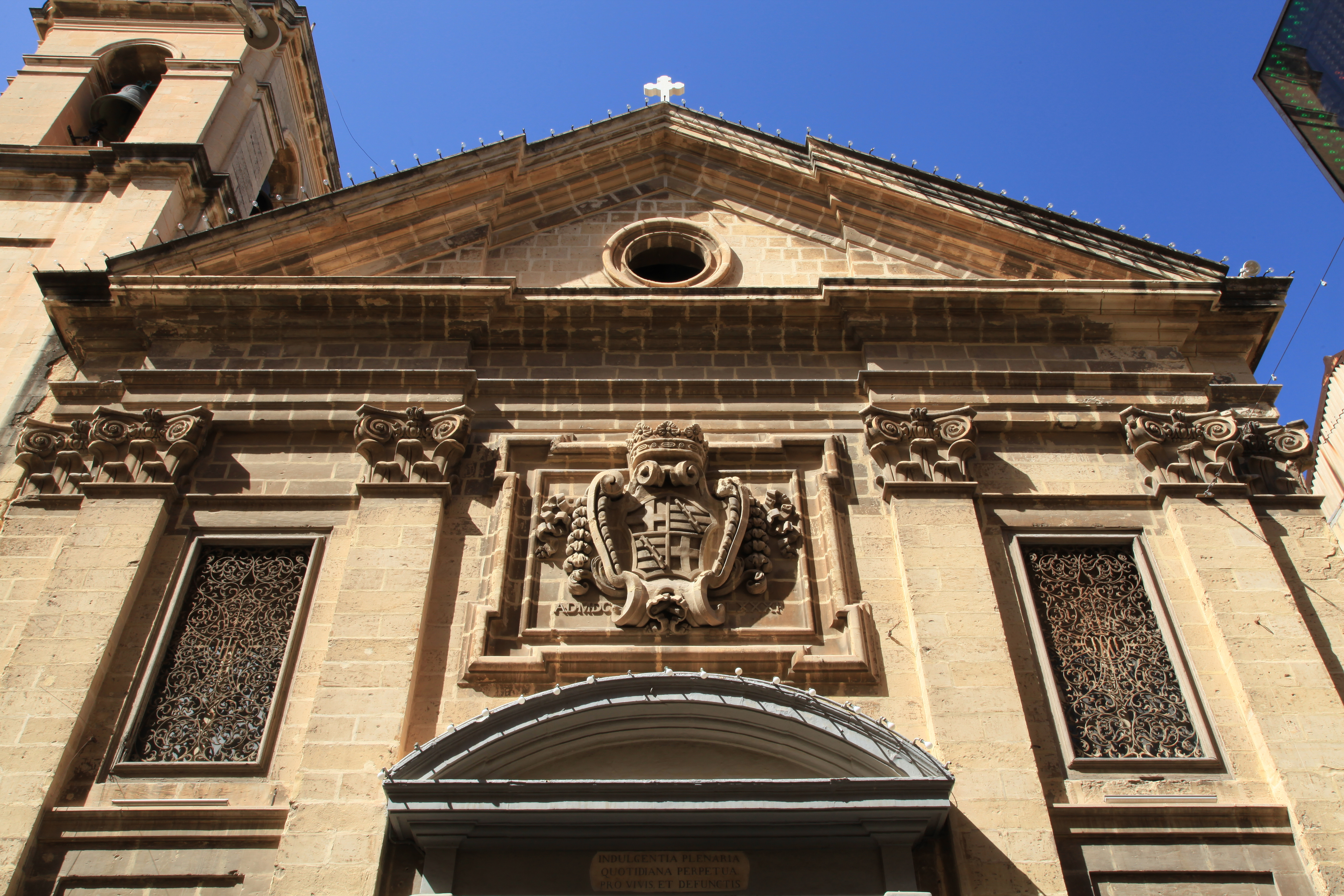
Oberer Teil der Fassade

Die Franziskuskirche (maltesisch: Knisja ta’ San Franġisk „Kirche des hl. Franziskus“; engl. St Francis (of Assisi) Church) ist eine Franziskanerkirche in Valletta, der maltesischen Hauptstadt. Sie steht in der Republic street und bildet mit benachbarten Gebäuden eine Straßenfront.

## Geschichte
Sie wurde ursprünglich um 1598 erbaut. Im Jahr 1681 gestaltete der italienische Großmeister des Malteserordens, der 62. Großmeister (Amtszeit 1680–1690) Gregorio Carafa (1615–1690) das Kirchengebäude vollständig um; sein Wappen schmückt die Fassade.
In den 1920er Jahren wurde die Kirche in Richtung Osten durch die Hinzufügung eines überkuppelten Bereichs und eines flachen Chorraums nach Plänen des maltesischen Architekten Emanuel Borg erweitert. Die Kirche ist ein wichtiges Gebäude in der maltesischen Architekturgeschichte, da ihr Inneres als eine der ersten im Barockstil gestaltet wurde.

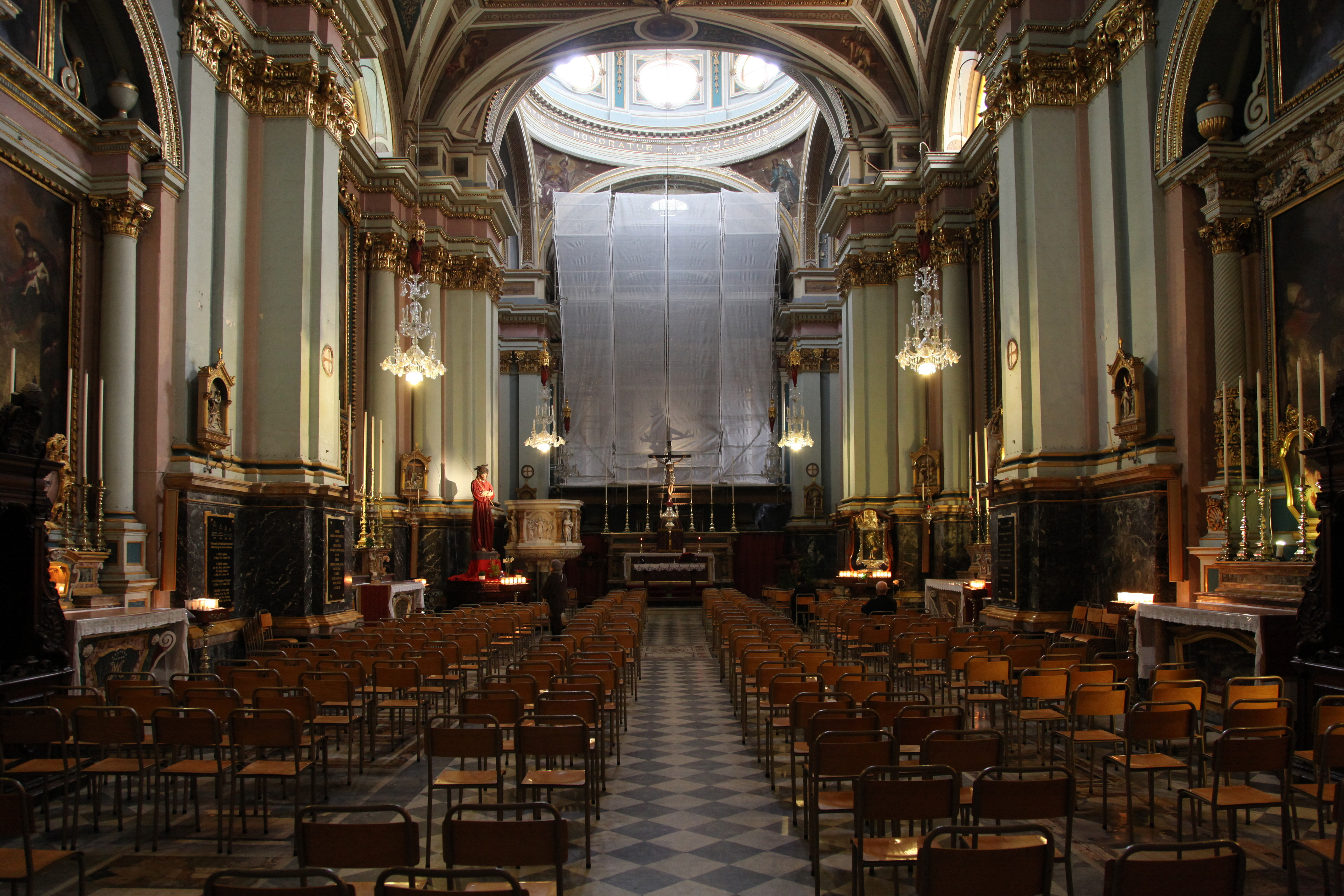
Innenansicht

Verschiedene Gemälde schmücken die Kirche, darunter Werke der Künstler Mattia Preti (1613–1699) und Giuseppe Calì (1846–1930), dessen Apotheose des hl. Franziskus sich in der Kirche befindet.

## Kulturdenkmal
Die Kirche steht auf der nationalen Liste der Kulturgüter von Malta (National Inventory of the Cultural Property of the Maltese Islands / „Nationales Inventar der Kulturgüter der maltesischen Inseln“).